# Serie 7000 (Toden Arakawa)
La Serie 7000 del Buró de transporte de Tokio (東京都交通局7000形電車 Tōkyō to kōtsū kyoku 7000 katachi densha?) es un vehículo del tipo tranvía, perteneciente a la línea Toden Arakawa del Buró de transporte de Tokio, los cuales circulan en la misma desde 1954.

## Características
Se dividen en 3 grupos principales, correspondiendo a las diferentes líneas, previa la unificación en 1974 de las mismas.

### Primera serie （7001 - 7030）
Fabricados en 1954, se dividen en 3 subgrupos, su principal característica era la ventana delantera divida en dos cuerpos.

#### 7001 - 7019
- Se diferencian del resto, por su esquema de colores y tipo de bogie, aunque sus sistema de tracción es el mismo.
- La forma de la ventana divida provoca que la cabina de conductor este muy cerca de la puerta de acceso, problema que se solucionaría en 1964 luego de una reforma.
- La mayoría de los vehículos de este subgrupo ya no se encuentran en servicio, aunque el 7001 permanece en la cochera para su exhibición.

#### 7020
- Se produce como un prototipo, utilizando una transmisión de tipo cardán en lugar de directa (o nariz) como el resto de la flota.
- Fue puesto fuera de servicio en 1967

#### 7021 - 7030
- Se los reforma con una carrocería nueva, y se les cambia su designación como series 1100 y 1000.
- Son desechados en 1967 como material excedente; llegaron a funcionar en la primitiva línea Arakawa.

### Segunda serie （7031 - 7050）
- Fabricados en 1955, su principal diferencia fue el uso de bogies de transmisión indirecta.
- Presentaba una forma de carrocería más redondeada y la ventana del lado de la cabina más pequeña, lo cual presentaba dificultades de visibilidad para el conductor.
- En 1970, los coches 7032,7034, 7036 y 7042, se transfirieron al tranvía de Hakodate cambiándoles su designación de serie 1000; los coches que no fueron transferidos dejaron de prestar servicio en 1972

### Tercera serie （7051 - 7093）
- Fueron fabricados entre 1955 y 1956, sus principales características fueron el uso de bogie tipo D20A y el uso de pantógrafo de brazo articulado.

### Reformas posteriores
Con el cierre del sistema tranviario de Tokio, se comenzaron a transferir de forma gradual las unidades restantes hacía la actual línea Toden Arakawa desde el coche 7055 al 7089 (faltando los designados como 7079, 7080, 7085 y 7088).
Entre 1977 y 1978 se actualizó la carrocería de los 31 coches, a su actual formato; cambiándose también parte de su equipamiento electromecánico en la planta de Nagoya de la Nippon Sharyo, como también su número de designación desde el 7001 al 7031. Las ventanas frontales pasaron a ser como las utilizadas en la serie 3500 del tranvía de Hiroshima de paño único; y se les agregó un espacio para silla de ruedas, por el cual fue galardonado con el Premio del Laurel otorgado por el Ferroclub de Japón.
En 1985 se reforma la carrocería a su estado actual, con nomenclador led, aire acondicionado y modificaciones en el pantógrafo; quedando estéticamente como los Serie 7500.
A partir del año 2002 se le volvió a realizar algunas mejoras respecto a las pantallas led instaladas, y los coches: 7001,7019,7020,7022 y 7025; obtienen un pantógrafo de brazo articulado. En 2005 se le actualiza el esquema de pintura y el sistema para la nieve del coche 7022. Del 26 de mayo al 10 de junio de 2007, los coches: 7001, 7008 y 7010 reciben un diseño especial en su esquema, para conmemorar la introducción de la serie 9000. Para el año 2011, solo quedaría en servicio activo el coche 7020.

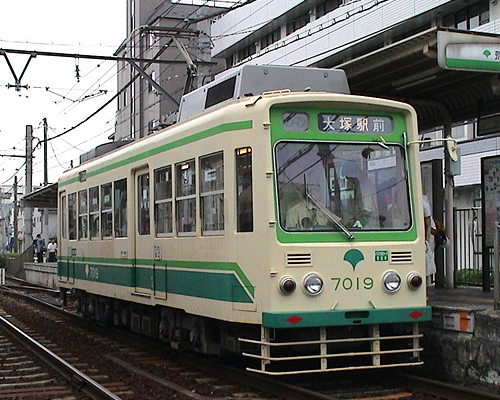
Coche 7019, en la estación Estación Arakawa-Shakomae.
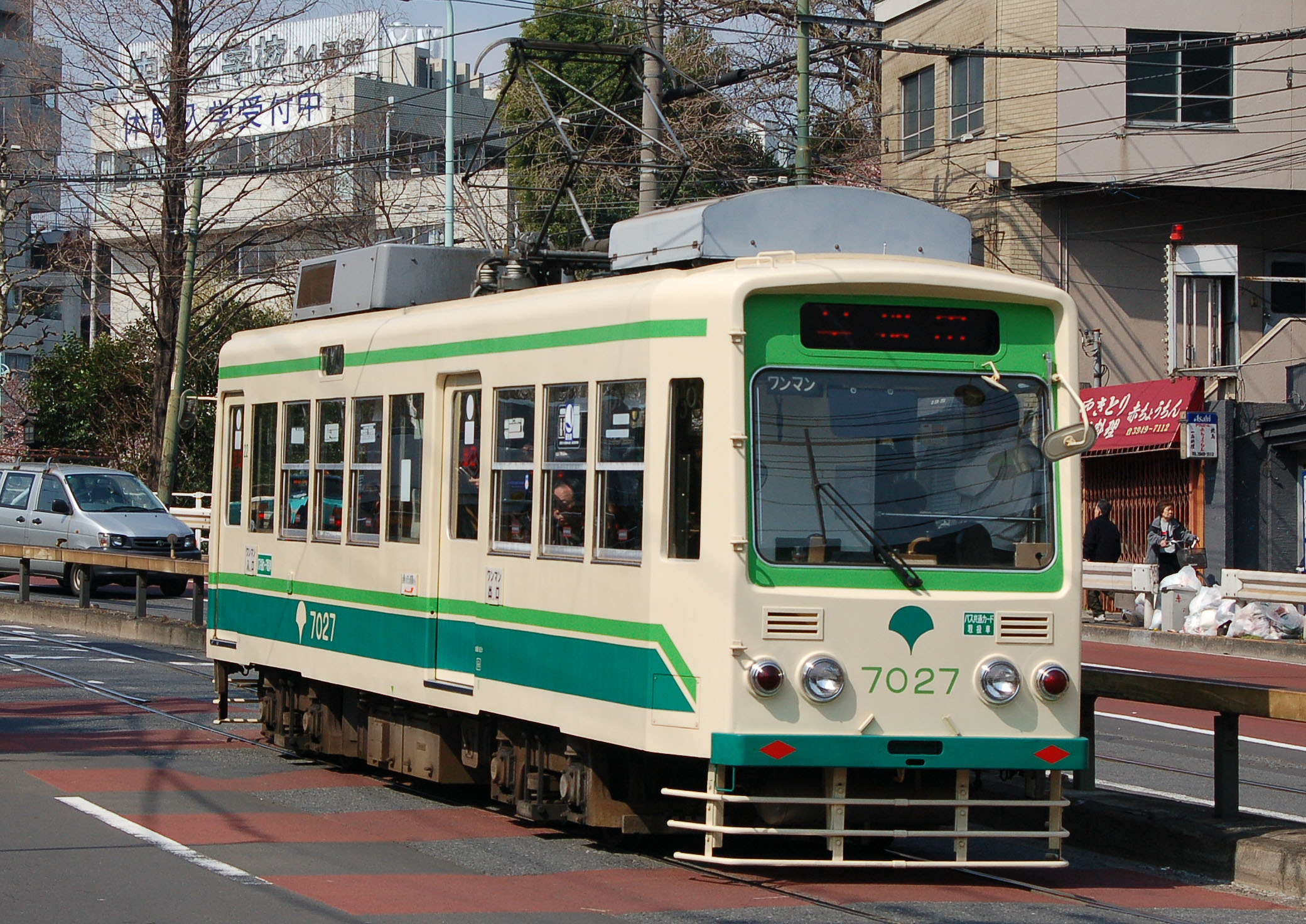
Coche 7027, en la estación Estación Ōji-Ekimae, poco antes de ser retirado de servicio.
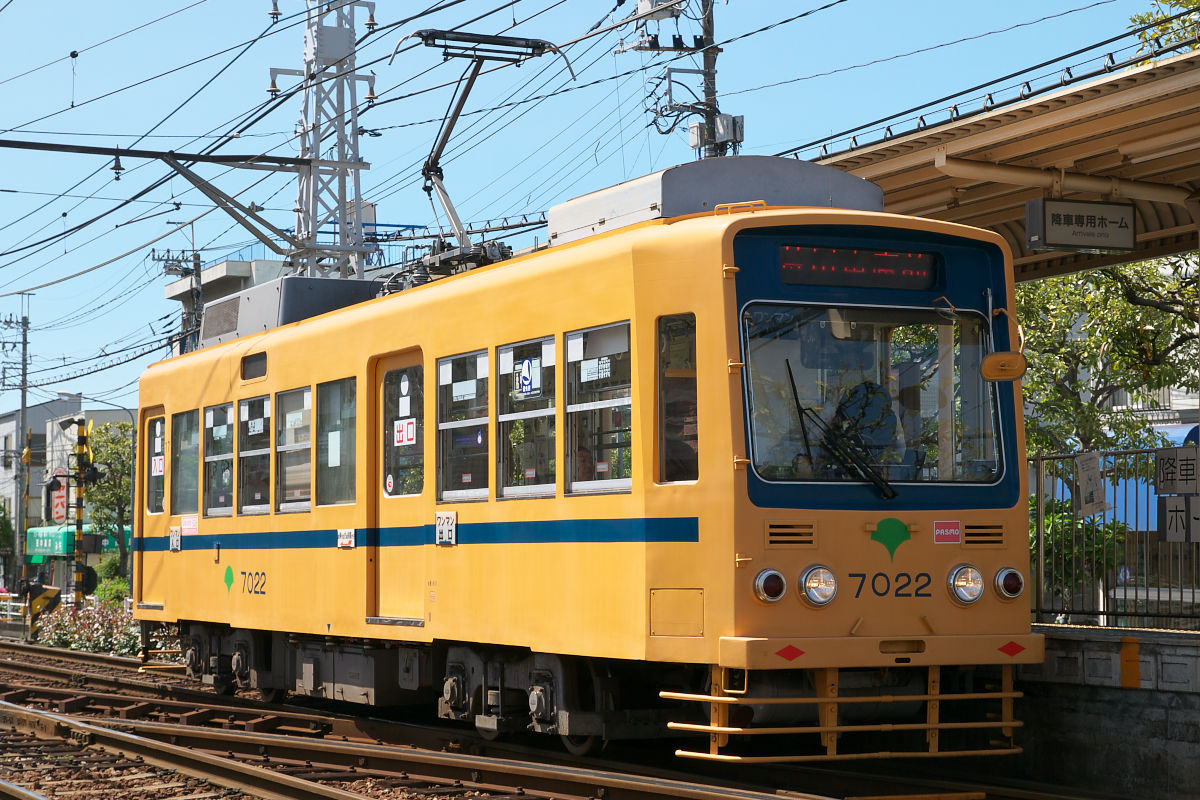
Coche 7022, en la estación Estación Arakawa-Shakomae, con su último esquema.
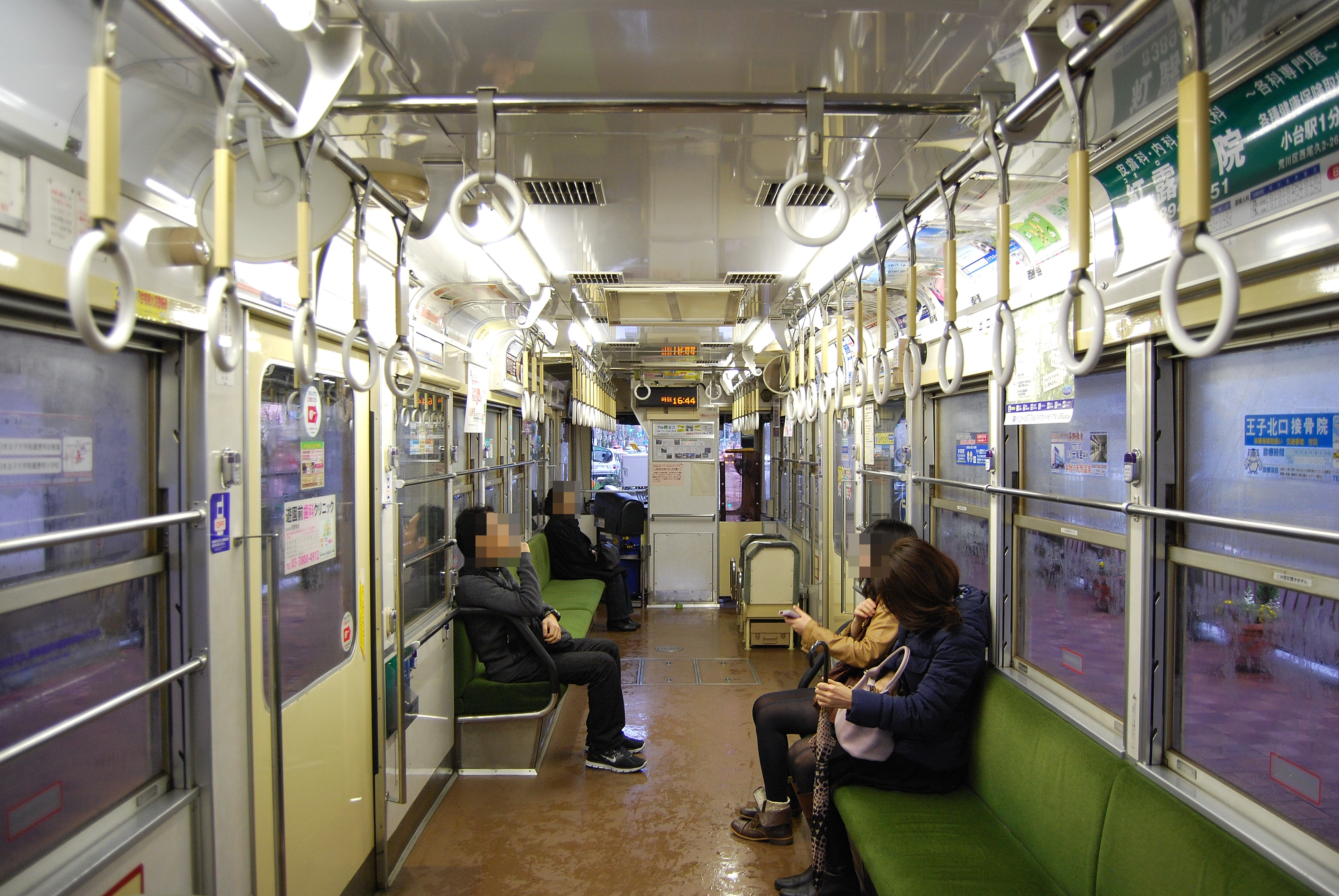
Interior.
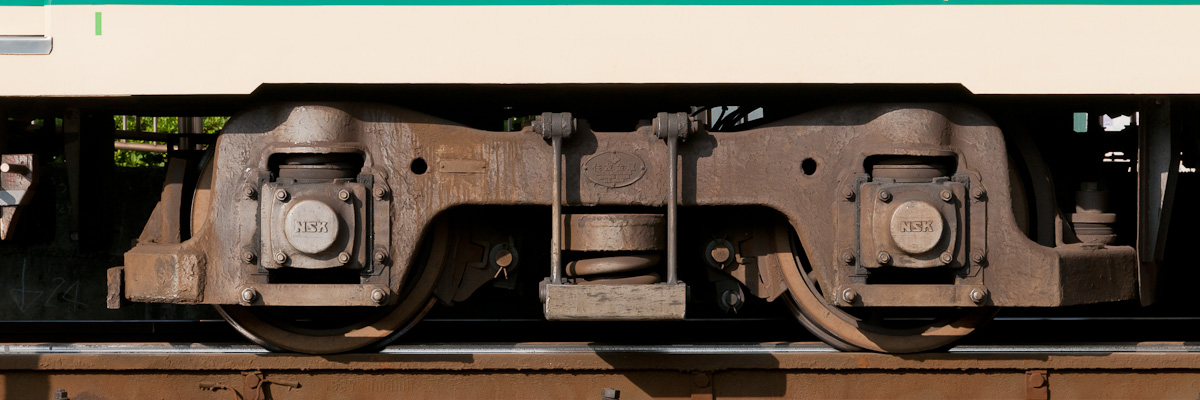
Bogie D20A

## Flota en la actualidad

### Retirados de servicio
- En 1991, se retiran de servicio los coches: 7006 y 7011, para ser reemplazados por coches Serie 8500, este último se conserva en exposición.
- En 1992, se retiran de servicio los coches: 7008 y 7028.
- En 1993, se retiran de servicio los coches: 7014 y 7012, los cuales originalmente formarían parte de un museo de tranvías pero por razones financieras no se realizó.
- En 1999, se retiran de servicio los coches: 7017 y 7021, siendo reemplazados por otros serie 3500.
- En 2008, se retiran de servicio el coche 7020, luego de quedar dañado en un accidente durante 2006.
- En 2011, se retiran de servicio los coches 7004 y 7027.
- En 2012, es retirado de servicio el coche 7008.[1]

### Preservados
- 7021: Fue preservado durante algunos años en una escuela primaria de Iwaki, Fukushima.
- 7022: Retirado de servicio en 1968, se conserva la carrocería en Iruma, Prefectura de Saitama; en un predio lindero a la línea Hachikō entre las estaciones Komagawa y Moro.
- 7024: Luego de ser retirado de servicio en una escuela primaria de Fuji, Prefectura de Shizuoka.
- 7030: Luego de ser retirado de servicio, se conserva en Ichikawa, Prefectura de Chiba.
- 7033: Luego de ser retirado de servicio, funcionó en la ciudad de Hakodate y solo se conserva su carrocería.
- 7006: En el centro de formación del Buró de transporte de Tokio.
- 7011: Preservado en un parque Ichikawa, Prefectura de Chiba.
- 7008: Se conserva en un parque en Ōta. Prefectura de Tokio.[2][3]

### Coches reciclados
Funcionando como coches serie 3500 en el Ferrocarril Toyohashi, de Yoyohashi, Prefectura de Aichi.
- 7009 → 3501
- 7028 → 3502
- 7017 → 3503
- 7021 → 3504